# Twierdzenie Abela-Ruffiniego
Twierdzenie Abela-Ruffiniego – głosi, że pierwiastki równania algebraicznego stopnia wyższego niż 4 nie dają się wyrazić w ogólnej postaci za pomocą czterech działań algebraicznych i pierwiastkowania poprzez współczynniki równania w skończonej liczbie kroków (czyli poprzez tak zwane pierwiastniki).
Mówiąc krótko, nie istnieją ogólne wzory na rozwiązania takiego równania.
Twierdzenie Abela-Ruffiniego nie stwierdza, że równanie stopnia wyższego niż 4 nie ma rozwiązań, a jedynie, że nie ma ogólnej metody na dokładne wyrażenie rozwiązań (każde równanie algebraiczne o współczynnikach zespolonych ma co najmniej jedno rozwiązanie zespolone – zob. Zasadnicze twierdzenie algebry).
Na przykład rozwiązania równania kwadratowego postaci {\displaystyle ax^{2}+bx+c=0} dla {\displaystyle a\neq 0} wyrażają się wzorami:
{\displaystyle x={\frac {-b\pm {\sqrt {b^{2}-4ac}}}{2a}}.}
Analogiczne, choć bardziej złożone, wzory można podać dla równania stopnia 3 i stopnia 4. Twierdzenie Abela-Ruffiniego mówi, że dla równań stopnia wyższego niż 4 wzory takie nie istnieją.
Jest jasne, że w szczególnych przypadkach rozwiązania dają się znaleźć w postaci dokładnej (przykładem jest równanie {\displaystyle x^{5}-x^{4}-x+1=0}), natomiast w sytuacji ogólnej można obliczać je z dowolną dokładnością za pomocą metod przybliżonych, na przykład metody Newtona-Raphsona.
Przykładem równania stopnia 5, które nie może być rozwiązane w opisany w twierdzeniu sposób (tj. jego pierwiastki nie wyrażają się za pomocą skończonej liczby działań arytmetycznych i pierwiastkowania), jest równanie {\displaystyle x^{5}-x+1=0.}
Dokładne kryterium, które pozwala stwierdzić, kiedy pierwiastki równania wyrażają się w skończonej postaci przez pierwiastniki podaje teoria Galois: jest tak wtedy i tylko wtedy, gdy grupa Galois tego równania jest rozwiązalna. Ponieważ grupy równań stopnia 2, 3 i 4 zawsze są rozwiązalne, teoria Galois mówi, że odpowiednie typy równań zawsze mają rozwiązania przez pierwiastniki.

## Historia

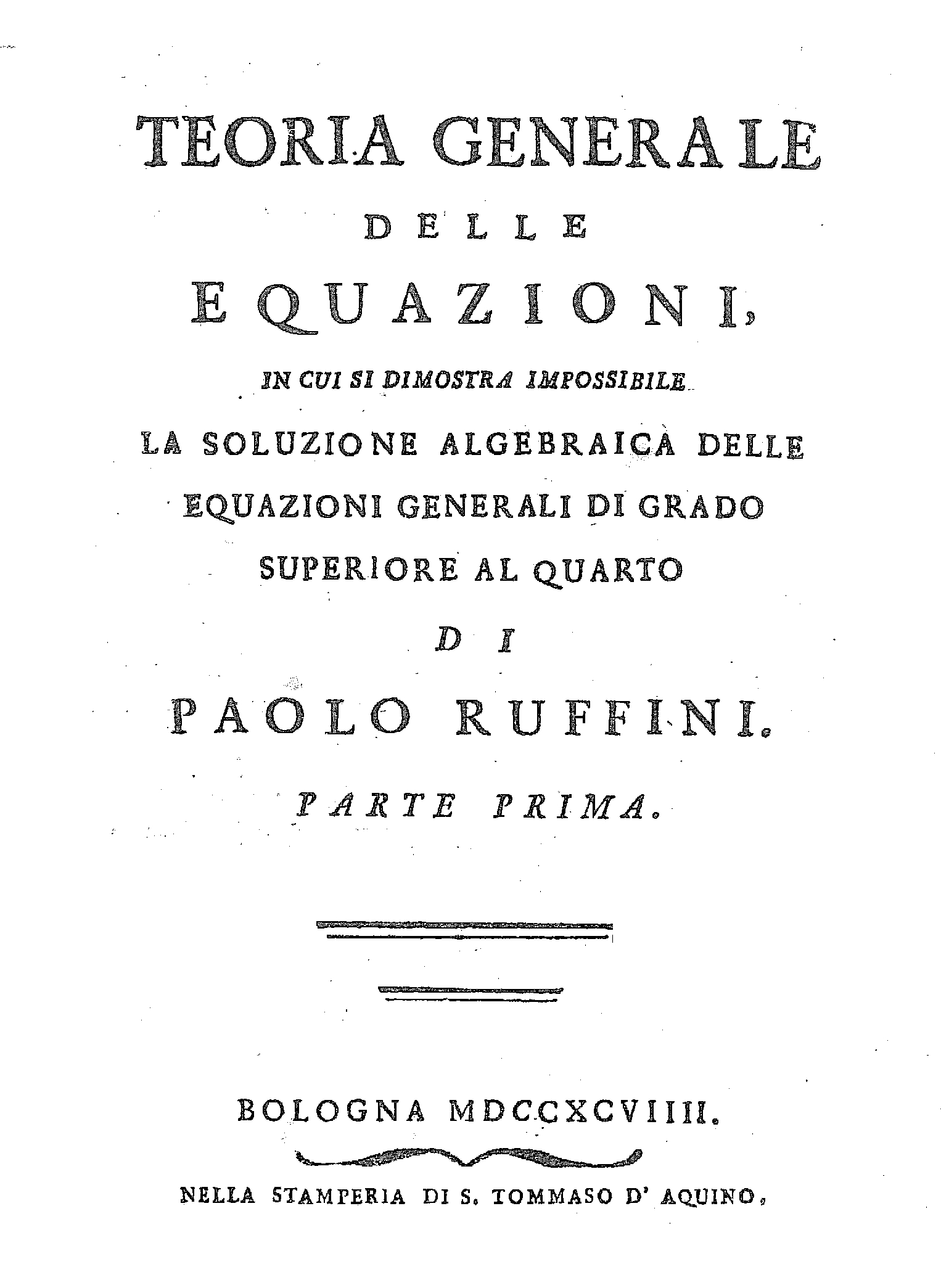
Paolo Ruffini, Teoria generale delle equazioni, 1799

Problem rozwiązalności takich równań badany był od końca XVI wieku, gdy matematycy włoscy podali wzory na rozwiązania równań stopni 3 i 4. Zmagali się z nim Bézout, Euler i Lagrange, jednak dopiero Paolo Ruffini wpadł na pomysł, by udowodnić, że w przypadku równań stopnia wyższego niż 4 odpowiednie wzory nie istnieją. Opublikowany przez niego w roku 1799 dowód twierdzenia (Ruffini podał pięć dowodów) zawierał pewne nieścisłości i został zignorowany przez społeczność matematyków – być może przyczyną był fakt, że Ruffini był także lekarzem. W pełni zadowalający dowód opublikował w roku 1824 Niels Henrik Abel, został on następnie uproszczony w roku 1845 przez Pierre’a Wantzela. Jednak znacznie głębsza analiza problemu zawarta jest w pracach Évariste’a Galois pod postacią teorii Galois.